# 輪島港
輪島港（わじまこう）は、石川県輪島市の河原田川河口に位置する港湾である。港湾管理者は地方港湾・避難港に指定されている。

## 概要
出典→
- 泊地面積 - 約197km2
- 船路 - 約8.9km2
- 船揚場279m、物揚場約1km、網干場80mなど約2.2km
- 防波堤 - 732m
- 砂防提 - 118m
- 導流提 - 168m
- 突堤 - 319m
- 護岸 - 約3.6km
- 道路 - 約1.6km
- 航路標識（灯台） - 3ヶ所
- 給油施設 - 1ヶ所

## 沿革

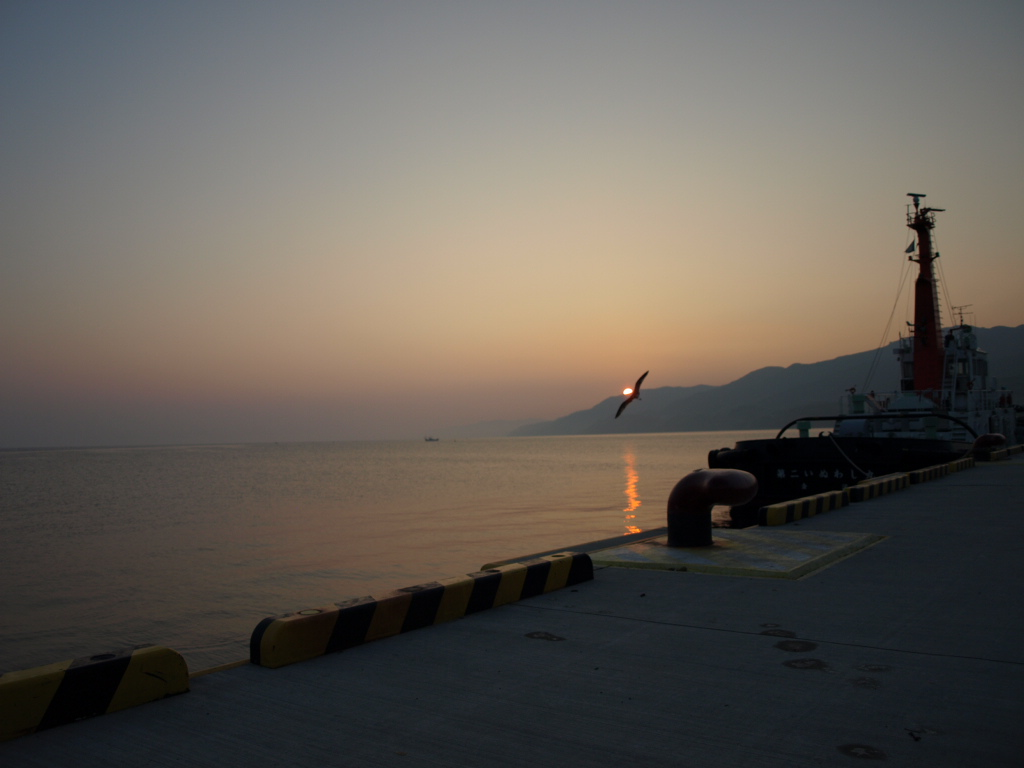
輪島港から見る能登半島と朝陽

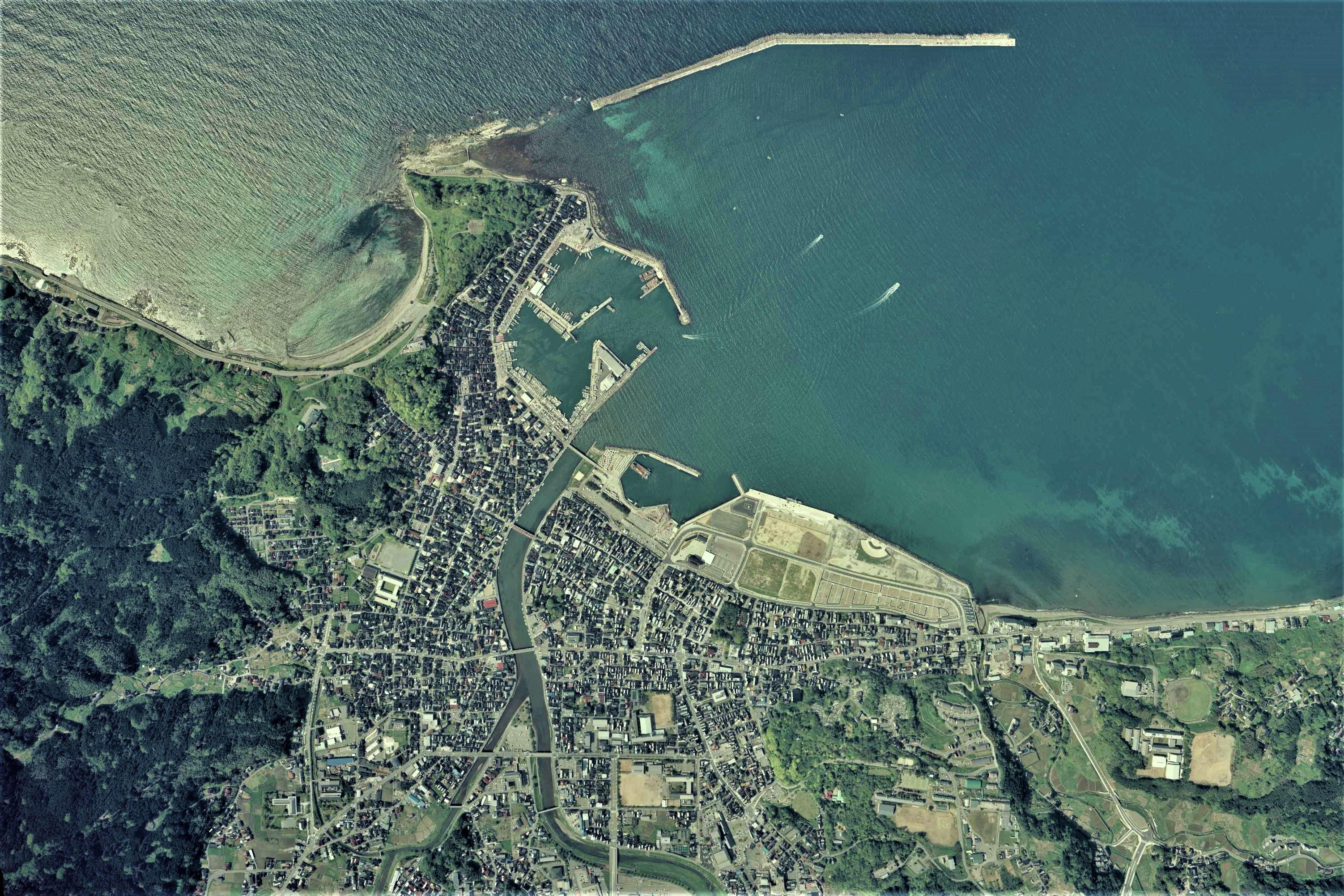
輪島港周辺の空中写真。2010年撮影。
。

中世には、廻船式目において三津七湊の七湊の一つに数えられ、近世からは北前船の寄港地として栄えた。日本海を航行する船舶にとって、能登半島沖は通過が困難な難所であり、能登半島の先端に近い輪島港は寄港地・避難港として適していた。
1917年（大正6年）に築港が発案された。
1951年（昭和26年）には避難港に指定された。1953年（昭和28年）から防波堤の建設が始まり、1972年（昭和47年）に輪島港整備計画（輪島新港素案）が制定され、1978年（昭和53年）より避難港としての防波堤整備が着工した（この時点では1990年完成目標となっていた）。以後現在に至るまで、防波堤及び泊地の建設が続いている。
2010年（平成22年）5月、輪島港周辺を埋め立てて建設された輪島港マリンタウンが開港（旅客船岸壁供用開始）した（完成は2015年〔平成27年〕3月29日）。マリンタウンはみなとオアシスの登録をしていて、観光交流施設を代表施設とするみなとオアシス輪島マリンタウンとして観光拠点ともなっている。またマリンタウン内のボートパークはわじま海の駅として海の駅の登録をしている。
2024年（令和6年）1月1日の能登半島地震の影響により、海底が隆起したことで、水深が浅くなり、船体が海底につかえ、大きく傾き、いくつもの船が座礁する被害が発生した。国土交通省は、同年2月16日より港を1-2m程度掘り下げる工事に着手した。

## 航路
舳倉島への定期船が1963年より就航している。1日1往復運航、片道1時間25分所要。